# Resolução 59 do Conselho de Segurança das Nações Unidas
Resolução 59 do Conselho de Segurança das Nações Unidas, aprovada em 19 de outubro de 1948, com a preocupação de que o governo provisório de Israel ainda não tinha apresentado um relatório ao Conselho sobre o andamento da investigação sobre os assassinatos do mediador das Nações Unidas Conde Folke Bernadotte e o Observador coronel André Serot o Conselho solicitou ao Governo de Israel em apresentar uma consideração os progressos realizados na investigação e indicar as medidas nele que diz respeito a negligência por parte dos oficiais ou outros fatores que afetam o crime.
A Resolução lembrou aos governos e autoridades das suas obrigações para por em vigor de acordo com os objetivos e as responsabilidades estabelecidas na Resolução 54 e da Resolução 56 do Conselho de Segurança das Nações Unidas. O Conselho cobrou aos governos e autoridades para permitir que observadores credenciados das Nações Unidas terem acesso imediato a todos os locais onde querem ir e a autoridades são obrigados a levar, para simplificar os procedimentos em aeronaves das Nações Unidas, em seguida, com efeito, a cooperar plenamente com o pessoal da supervisão de trégua, para implementar instruções aos comandantes no campo e todos os acordos firmados por intermédio do Mediador e de tomar medidas razoáveis para garantir a segurança de todos os funcionários da supervisão de trégua e seus equipamentos.
O presidente do Conselho anunciou que a resolução tinha sido aprovada sem qualquer objeção.